# Larry McMurtry
Larry McMurtry (Archer City, 3 giugno 1936 – Archer City, 25 marzo 2021) è stato uno scrittore e sceneggiatore statunitense.

## Biografia
Vinse il Premio Pulitzer per la narrativa nel 1986 con il romanzo Un volo di colombe, descritto all’epoca come il "grande romanzo western", giudizio che egli rifiutò; inoltre vinse l'Oscar alla miglior sceneggiatura non originale nel 2006 per la sceneggiatura del film I segreti di Brokeback Mountain. Per lo stesso film si aggiudicò anche il BAFTA al miglior adattamento nel 2005 e il Golden Globe per la migliore sceneggiatura nel 2006.
Da alcuni dei suoi romanzi sono stati tratti film di grande successo, basti ricordare: Hud il selvaggio, L'ultimo spettacolo, Voglia di tenerezza e Conflitti del cuore.
Fondò nella sua città natale una grande libreria dell'usato di nome Booked Up.

## Opere
- Hud il selvaggio (Horseman, Pass By, 1961), traduzione di Sebastiano Pezzani, Fidenza, Mattioli 1885, 2006, ISBN 88-89397-51-9.
- L'ultimo spettacolo (The Last Picture Show, 1966), traduzione di Sebastiano Pezzani, Fidenza, Mattioli 1885, 2006, ISBN 978-88-89397-46-6.
- In A Narrow Grave (1968)
- Moving On (1970)
- All My Friends Are Going To Be Strangers (1972)
- It's Always We Rambled (1974)
- Voglia di tenerezza (Terms of Endearment, 1975), trad. di Mario Bonini, Collana Omnibus, Milano, Mondadori, 1984; trad. di Margherita Emo, Collana ET Scrittori, Torino, Einaudi, 2021, ISBN 978-88-062-3674-8.
- Somebody's Darling (1978)
- Cadillac Jack (1982)
- Desert Rose (1983)
- Un volo di colombe (Lonesome Dove, 1985), Milano, Mondadori, 1986; trad. di Margherita Emo, Torino, Einaudi, 2017.
- Texasville (1987)
- Film Flam (1987)
- Anything for Billy (1988)
- Una voce da lontano (Some Can Whistle, 1989), trad. di Elena Malossini Fumero, Milano, Sperling & Kupfer, 1992, ISBN 978-88-200-1272-4.
- Storie di donne con il fucile (Buffalo Girls, 1990), trad. di Elena Malossini Fumero, Milano, Sperling & Kupfer, 1994, ISBN 978-88-200-1488-9.
- The Evening Star (1992)
- Falling from Grace (1992)
- Le strade di Laredo (Streets of Laredo, 1993), trad. di Margherita Emo e Cristiana Mennella, Collana Supercoralli, Torino, Einaudi, 2018, ISBN 978-88-062-3939-8; Collana ET Scrittori, Einaudi, 2020.
- Pretty Boy Floyd (1994), con Diana Ossana
- Il cammino del morto (Dead Man's Walk, 1995), trad. di Margherita Emo, Collana Supercoralli, Torino, Einaudi, 2024, ISBN 978-88-062-5765-1.
- The Late Child (1995)
- Luna Comanche (Comanche Moon, 1997), trad. di Gaspare Bona, Collana Supercoralli, Torino, Einaudi, 2025, ISBN 978-88-062-5914-3.
- Zeke and Ned (1997), con Diana Ossana
- Cavallo Pazzo: storia del capo Sioux che vinse a Little Bighorn (Crazy Horse, 1999), trad. di Marco Fiocca e Silva Rota Sperti, Collana Oscar Storia n.316, Milano, Mondadori, 2003.
- Duane's Depressed (1999)
- Walter Benjamin at the Dairy Queen (1999)
- Still Wild: A Collection of Western Storie (1999)
- Roads: Driving America's Great Highways (2000)
- Boone's Lick (2000)
- Sacagawea's Nickname (2001)
- Sin Killer - The Berrybender Narratives, Book 1 (2002)
- Paradise (2002)
- The Wandering Hill - The Berrybender Narratives, Book 2 (2003)
- By Sorrow's River - The Berrybender Narratives, Book 3 (2003)
- Folly and Glory: A Novel - The Berrybender Narratives, Book 4 (2004)
- The Colonel and Little Missie: Buffalo Bill, Annie Oakley & the Beginnings of Superstardom in America (2005)
- Oh What A Slaughter! (2005)
- Loop Group (2005)
- Telegraph Days (2006)
- When The Light Goes (2007)
- Books: A Memoir (2008)
- Rhino Ranch (2009)